# La buena nueva
La buena nueva es una película de 2008 dirigida por Helena Taberna y basada en un pasaje de la vida de un joven párroco, Marino Ayerra (Unax Ugalde), que llega a Alsasua (Navarra) el 16 de julio de 1936 hasta el final de la Guerra Civil. Refleja el papel que tuvo la Iglesia en la contienda. Fue estrenada el 14 de noviembre de 2008.

## Argumento
Miguel es nombrado párroco de un pueblo socialista coincidiendo con la sublevación de 1936. Desde el inicio de la guerra, el bando nacional ocupa el pueblo y pronto se suceden los fusilamientos. En su lucha por defender a los comunistas, Miguel se enfrenta a la jerarquía militar, poniendo en juego su propia vida.
Basada en una historia real, la película recoge el apoyo de la Iglesia católica al levantamiento contra la Segunda República española, bautizado como "Santa Cruzada". A lo largo de tres años de Guerra Civil, Miguel siente como se aleja del Evangelio al amparar la represión de los sublevados contra los combatientes socialistas. El protagonista encarna la fuerza de las propias convicciones y la coherencia personal, en una llamada apasionada y atemporal contra la injusticia.

## Comentarios
Rodada entre Leiza, Alsasua, Lecumberri, Gorriti (concejo de Larráun), Berástegui, San Sebastián, Azpeitia, Hernani y Ezquioga-Ichaso.
Cuenta con banda sonora de la Sinfónica de Varsovia y varios componentes de la Banda de Música de Zizur Mayor (Navarra).